# Bunești, Suceava
Bunești (germană Bunestie-doar partea bucovineană) este satul de reședință al comunei cu același nume din județul Suceava, Bucovina, România. Satul Bunești este format prin unirea fostelor sate Bunești-Bucovina și Bunești-Regat, despărțite de Pârâul Graniței.